# Музей табака (Крым)
Музей табака — музей табака и табаководства в селе Табачное Бахчисарайского района в Крыму.

## История
Является единственным заведением такого типа в России. Музей был основан при Крымской станции табаководства, в помещении которой сейчас находится. Из-за нехватки посетителей музей открывается только по предварительной договоренности с руководителем музея (по состоянию на июнь 2013 года Лидия Каргина). Музей не имеет фиксированной платы за вход и экскурсий, а принимает лишь добровольные пожертвования.

## Экспозиция
В экспозицию музея входят экспонаты из истории использования, выращивания, сбора и переработки табака, а также материалы по истории Крымской станции табаководства. В зале рядом с экспонатами выставлена библиотека со специализированной литературой по табаководству. Сам музей представляет собой небольшое помещение, при входе в которое ощущается резкий табачный аромат. Посетителям представлено множество высушенных табачных листьев с указанием сорта и года сбора (самый старый хранится с 1931 года), пачки из-под сигарет, выпускавшихся в Крыму.
Здесь можно увидеть специальные сушки для табака, тюки, прессы и многое другое. В музее собрана уникальная коллекция книг по табаководству. Любопытным экспонатом музея является индеец, курящий трубку, и девушка в национальной рубашке с табачными листьями в руках. В музее табака можно послушать лекции об истории выращивания табака в Крыму, узнать технологии сушки табачного листа, посмотреть местную плантацию и почитать информацию об известных крымских табаководах.